# Javorinka (přítok Bielé vody)
Javorinka je tatranská řeka v severní části Východních Tater, je to pravostranný přítok Bielé vody, má délku 18 km, (přičemž 2 km úsek tvoří slovensko-polskou státní hranici) a je tokem IV. řádu. Teče územím okresu Poprad. Na horním toku vytváří Zadní Javorovou dolinu, následně pokračuje Javorovou dolinou. Na dolním toku protéká Ždiarskou brázdou, kde se koryto výrazněji horizontálně vlní a vytváří několik ostrovů. Javorinka je vysokohorským tokem se sněhově-dešťovým režimem odtoku.

## Pramen
Pramení ve Vysokých Tatrách pod Javorovým štítem v nadmořské výšce cca 2 020 m, následně vtéká do Žabího javorového plesa ve výši 1 878 m.

## Směr toku
V pramenné oblasti teče na severozápad, pak se stáčí na sever, mezi hájovnou Pod Muráňom a Tatranskou Javorinou na severozápad, pak se obloukem stáčí na severovýchod k osadě Podspády, odtud pokračuje k ústí víceméně na severoseverozápad.

## Geomorfologické celky
- Tatry, geomorfologická oblast Východní Tatry, přičemž tvoří hranici mezi geomorfologickými celky:
  - Vysoké Tatry (na západě)
  - Belianské Tatry (na východě)
- Podtatranská brázda, geomorfologická oblast Ždiarska brázda

## Přítoky
- Pravostranné: přítok ze Suché doliny, přítok z Černé Javorové doliny, Meďodolský potok, Štefanka, Kýčerný potok, Nový potok, Havran, přítok od Kacvinky
- Levostranné: přítok od Žabího javorového vrchu (2 174 m n. m.), přítok ze Zelené javorové dolinky, přítok ze Široké doliny a přítok z oblasti Chovancová.

## Ústí
Do Bielé vody se vlévá severně od obce Tatranská Javorina v nadmořské výšce cca 810 m.

## Obce
- Tatranská Javorina
- Osada Podspády